# Umberto Ratti
Umberto Ratti (Brescia, 9 marzo 1940) è un ex calciatore italiano, di ruolo terzino.

## Carriera
Inizia la carriera nel club della sua città, il Brescia. Con le rondinelle gioca quattro stagioni in Serie B, totalizzando 44 presenze e mettendo a segno una rete.
Nel 1962 passa al Genoa, club con il quale esordisce in Serie A. In rossoblu esordisce nel pareggio casalingo a reti bianche contro la Juventus. Nella prima stagione con i genoani totalizza tredici presenze in massima serie.
La stagione seguente tra le file dei genovesi non disputa alcun incontro.
Nel 1964 passa al Savona, in terza serie. Con i biancoblu vince il Girone A della Serie C 1965-1966, ottenendo la promozione tra i cadetti. La nuova esperienza in Serie B dura una sola stagione.
Nel 1967 gioca per il Ravenna, in terza serie. Con i romagnoli gioca altre tre stagioni in Serie C prima del ritiro dall'attività agonistica.

## Palmarès

### Competizioni nazionali
- Serie C: 1

Savona: 1965-1966